# 卡西尼撞擊坑 (火星)
卡西尼撞擊坑（英語：Cassini）是一個位在火星阿拉伯區的撞擊坑，以法國籍義大利天文學家乔瓦尼·多梅尼科·卡西尼命名。

## 概要
卡西尼撞擊坑直徑約415公里，中心座標327.9°W，23.8°N。
近年的研究使科學家相信阿拉伯區部分撞擊坑內曾經有湖泊存在。卡西尼撞擊坑因為它的環有可能因為水造成的破裂區域，因此被認為曾經是湖泊。這個曾經存在的湖泊水量可能超過地球上水量最多的淡水湖貝加爾湖。

## 圖集

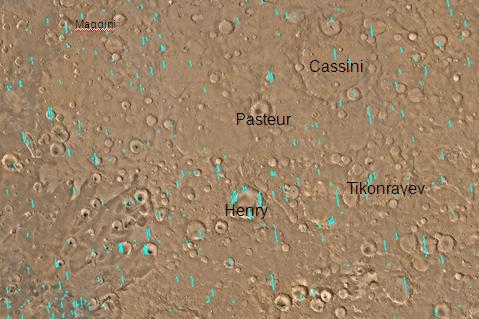
阿拉伯區地圖。卡西尼撞擊坑位於右上方。
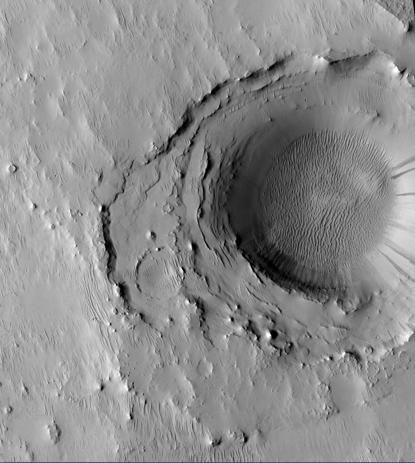
HiRISE拍攝的卡西尼撞擊坑中心。